# Dendronephthya castanea
Dendronephthya castanea är en korallart som beskrevs av Huzio Utinomi 1952. Dendronephthya castanea ingår i släktet Dendronephthya och familjen Nephtheidae. Inga underarter finns listade i Catalogue of Life.